# Kate (software)
In ambito informatico, Kate è un editor di testo multipiattaforma per l'ambiente grafico KDE. L'acronimo "Kate" significa "KDE advanced text editor" (Editor di testo avanzato per KDE).

## Kate in KDE
Kate è parte del pacchetto kdebase, dalla release 2.2 di KDE del 15 agosto 2002. Con l'avvento di KDE 4 invece, Kate è stato spostato in kdesdk. Grazie alla tecnologia KPart, inserita in KDE, è possibile usare Kate come componente di una qualsiasi altra applicazione KDE. L'ambiente di sviluppo KDevelop ed il tool per il web Quanta Plus sono due dei maggiori programmi di KDE che fanno uso di Kate come componente editor.

## Caratteristiche
Tra le funzionalità più importanti si trovano:
- L'evidenziazione della sintassi, estensibile tramite file XML
- Ricerca e sostituzione di testo usando espressioni regolari
- Code folding
- Apertura di più file in un'unica finestra
- Supporto per sessioni di lavoro
- Emulazione di terminali shell per mezzo dell'integrazione con Konsole
- Utilizzo di più frame interni
- Possibilità di installare plug-in